# Autoblindat

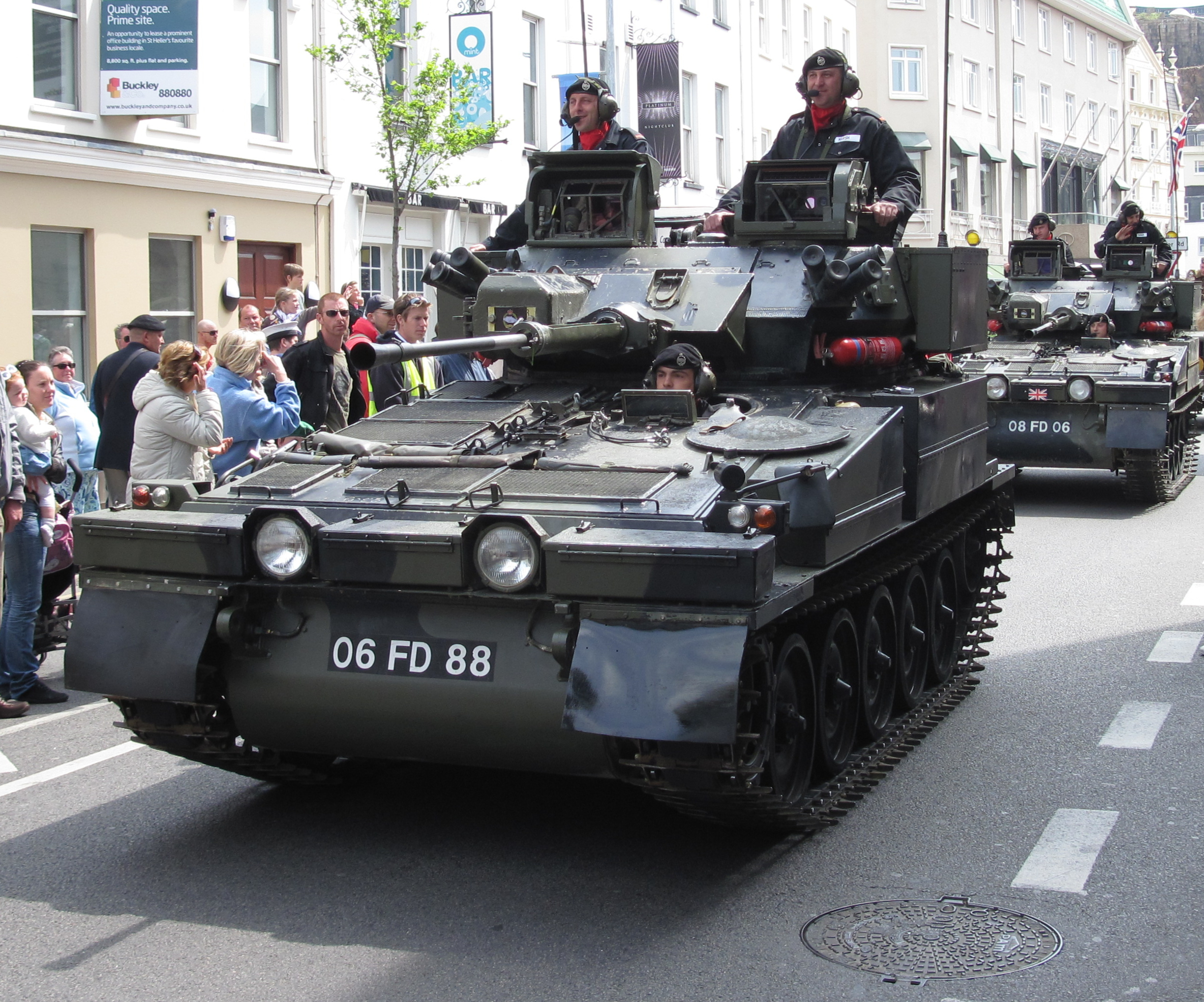
Autoblindate șenilate de fabricație britanică FV107 Scimitar

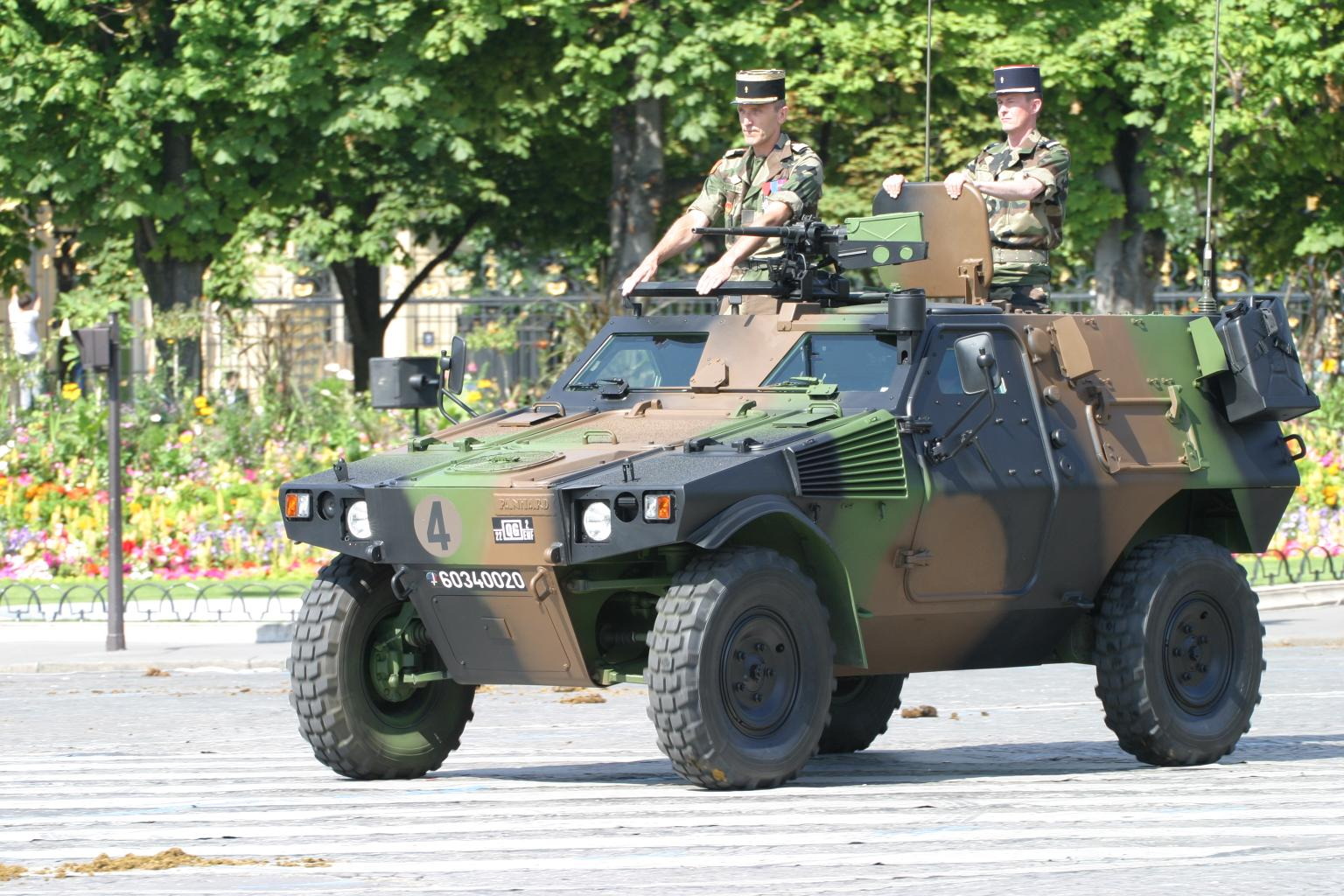
Un autoblindat pe roți de fabricație franceză VBL (Véhicule Blindé Léger)

Un autoblindat este un vehicul blindat, cu roți sau cu șenile, înarmat ușor și folosit mai ales pentru misiuni de recunoaștere și escortă. Unitatea de foc poate fi un tun, una sau mai multe mitraliere sau un lansator de rachete. Armamentul din dotare este folosit de obicei în mod defensiv.